# UR-100
El UR-100 (en ruso: УР-100, designación GRAU: 8K84, designación OTAN: SS-11 Sego) fue un misil intercontinental con carga nuclear (ICBM) creado y desplegado por la Unión Soviética entre 1966 y 1996. УР son las iniciales de "универсальная ракета" ("cohete universal").
La designación UR-100MR se refiere a un misil completamente distinto, el MR-UR-100 Sotka.

## Historia
En abril de 1962, el gobierno soviético decidió el desarrollo de la segunda generación de misiles balísticos intercontinentales (ICBM), para remplazar  los sistemas obsoletos de primera generación, R-16 y la R-9. La resolución preveía el desarrollo de cuatro tipos de misiles: un cohete ligero de combustible sólido como contraparte del Minuteman estadounidense, que debía estar estacionado en grandes cantidades; un cohete pesado como contraparte de los Titán; un cohete demasiado pesado para llevar ojivas con más de 50M de poder explosivo y un misil orbital diseñado para eludir los radares de alerta temprana estadounidenses que vigilan hacia el norte.
Sergei Koroliov encargó al OKB-1 el desarrollo del ICBM ligero y sólido. Sin embargo, este programa (RT-2) tuvo obstáculos técnicos más grandes y las experiencias negativas con los proyectos anteriores de ICBM de Korolev (el R-7 y R-9) dio lugar a dos proyectos paralelos para un misil ligero, con combustibles líquidos en las oficinas de diseño SKB-586 bajo Mijaíl Yánguel (R-38) y OKB-52 bajo Vladímir Cheloméi (UR-100). El desarrollo del UR-100 fue aprobado el 30 de marzo de 1963. El programa R-38 finalizó cuando la oficina de diseño de Yángel se centró en el desarrollo del pesado R-36.

## Desarrollo
El UR-100 era un misil ICBM de combustible líquido, con dos etapas. Las primeras versiones se podían utilizar como un misil ICBM  "ligero" con una sola cabeza nuclear de 770 kg de peso y 0,5 megatones , o como misil balístico de alcance medio con una cabeza más poderosa de alrededor de una tonelada y media y 1,1 megatones. 
Las versiones finales y más modernas, podían transportar de tres a seis vehículos de transporte múltiple MIRV. Los misiles se desplegaron en grupos de diez unidades. En particular, cada grupo consistía en diez silos blindados subterráneos 15P784 (por KBOM, Oficina de Diseño de Maquinaria Común de Vladímir Barmin), reforzados y totalmente automatizados, sin personal, de tal modo, que el control de lanzamiento se realizaba desde un puesto central a distancia.
Uno de los principales problemas resueltos con éxito en el diseño del modelo UR-100, fue la reducción del tiempo necesario para lanzar el cohete. Para lo cual, se tomaron una serie de medidas, empezando por el hecho de que el misil podía permanecer repostado en todo momento en servicio, menos de 10 años. El conjunto de medidas adoptadas condujeron a que la puesta en marcha se llevará a cabo en menos de tres minutos de recibir la orden. En gran medida, este tiempo, estaba condicionado por los giroscopios.

## Diseño
El diseño del UR-100 se había simplificado mucho con relación a sus antecesores, y fue el primer misil soviético equipado con sistemas de contramedidas para defenderse de los antimisiles (el sistema "Palma" de la NII-108 de V.Gerasimenko).
Los cohetes UR-100, incluidas las versiones UR-100K y UR-100U, eran de dos etapas con combustible almacenable. Utilizaron dimetilhidrazina asimétrica (UDMH) como combustible y tetraóxido de dinitrógeno (NTO) como el oxidante en ambas etapas. Junto con los misiles R-36, fueron los primeros misiles soviéticos en utilizar la tecnología NTO como oxidante; los cohetes anteriores usaron ácido nítrico concentrado. Poseían tanques de combustible combinados, lo que permitió reducir la longitud de la estructura y consiguió un diámetro constante de 2 metros. 
El OKB-52 de Chelomei optimizó el diseño para la producción en masa barata, utilizando su experiencia en la industria aeronáutica. También se adoptó el concepto de lanzamiento la experiencia de Chelomei en el desarrollo de misiles de crucero basados en el mar: el misil en la fábrica se colocaba en un contenedor, un cilindro presurizado de 19,5 m de longitud y un diámetro de 2,9. Esto facilitaba los traslados y su protección contra los elementos, un silo interno, antes de la salida de la planta de ensamblaje. El contenedor con el misil en su interior se transportaba por ferrocarril y camión, y eran colocados en el silo, desde la fábrica hasta su lanzamiento.
El llenado se realizaba en el contenedor del bastidor superior. Los extremos del recipiente se sellaba mediante una membrana multicapa flexible, con un sistema especial de cables, y se arrancaba en los lanzamientos. Esto protegía al cohete de las influencias ambientales. Por lo tanto, podría estar almacenada en el silo durante varios años, lista para el lanzamiento, en contraste con solo seis meses del predecesor R-16. Entre el recipiente inicial y la pared del silo había una hueco, por el cual los gases de escape calientes se derivaron al despegue. El diseño del silo se simplifica enormemente en comparación con los misiles anteriores. Las instalaciones consistían en silos no tripulados controlados por un solo puesto de comando central. Para que las instalaciones sean más rápidas y económicas, los silos del UR-100 están relativamente desprotegidos contra una explosión atómica cercana: están diseñados para soportar una sobrepresión de 2 atmósferas.
Originalmente, el misil estaba equipado con un sistema de corrección por radio de la desviación lateral, durante el lanzamiento y la salida del silo lanzador, que posteriormente se eliminó con nuevos sistemas de control de lanzamiento.

## Despliegue
El desarrollo del UR-100 progresó sin grandes problemas, en contraste con el RT-2. El programa de prueba de vuelo UR-100 comenzó en el sitio de prueba de Baikonur (Tjuratam) casi un año antes de la RT-2 el 19 de abril de 1965, y se completó el 27 de octubre de 1966. El estacionamiento del UR-100 comenzó en 1966.
Entró en servicio con las Fuerzas de Cohetes Estratégicos en 1967 y para 1972 se habían desplegado un total 990  misiles en 11 sitios de la Unión Soviética, principalmente a lo largo del Ferrocarril Transiberiano. Por el contrario, solo 60 cohetes fueron estacionados por la RT-2 desde 1971 en adelante. En 1976 se agregaron otros 420 lanzadores de una versión más moderna. Este misil se creó como respuesta al LGM-30 Minuteman norteamericano, y sustentaba su efectividad en su elevado número. Las versiones iniciales fueron retiradas durante los años 1970, pero 326 de los misiles más modernos permanecieron en servicio hasta 1991 y no desaparecieron completamente hasta 1996, cuando entró en servicio la versión más moderna de este misil, el nuevo misil ICBM RT-23.
Debido al empeoramiento constante de las relaciones de la Unión Soviética con la República Popular de China durante la década de 1960, en 1968, las Fuerzas de Misiles Estratégicos se encargaron de desarrollar un plan de guerra en caso de conflicto con China. Esto planteó un problema para las tropas de misiles, ya que los sistemas de control de misiles a menudo no permitían la reprogramación rápida de las coordenadas del objetivo, o los objetivos importantes estaban por debajo del rango mínimo de muchos ICBM soviéticos. Por lo tanto, en julio de 1968, se hicieron dos vuelos de prueba de misiles UR-100 con distancias de vuelo de solo 925 km y 1100 km, respectivamente, para probarlos contra objetivos a una distancia relativamente corta. Las dos últimas divisiones desplegadas de misiles UR-100 se dirigieron contra objetivos en China. Además, los misiles UR-100 también desempeñaron un papel de mediano alcance contra objetivos en Europa y Japón.
A fines de la década de 1960, un estudio en la Unión Soviética que involucraba, entre otras cosas, la oficina de diseño de Yangel provocó enfrentamientos feroces dentro del aparato de defensa soviético, que también encontró inadecuados los misiles estratégicos de segunda generación. Las luchas asociadas entre los ministerios participantes, las oficinas de desarrollo, el Politburó y el Estado Mayor soviético también se conocen como una "guerra civil menor". Como resultado, hubo un llamado a licitación para un sistema sucesor del UR-100, en el que participaron, SKB-586 (Yangel) y OKB -52 (Chelomei). Esta última oficina presentó dos diseños, el UR-100N (un desarrollo completamente nuevo, a pesar del nombre similar), así como una versión mejorada del UR-100, el UR-100K.
La oficina de Yangel se unió al MR-UR-100. Aunque los planes iniciales eran comprometerse con un modelo después de la fase de diseño, la competencia por los tres misiles se amplió a la fase de prueba de vuelo. Finalmente, se decidió aceptar los tres sistemas. Debería reemplazar gradualmente la versión básica del UR-100. 
Después de que el UR-100 alcanzó su máxima capacidad de estacionamiento de 990 misiles en 1971, se inició en 1972 para desarmar los cohetes y modificar los silos para el estacionamiento de los modelos sucesores. El cohete UR-100K era aproximadamente 8 toneladas más pesado que la versión inicial y estaba estacionado en dos subvariantes, una versión de cabeza de guerra única y la otra con tres ojivas múltiples (no controlables individualmente). El UR-100K fue el primer misil intercontinental soviético en tener señuelos para superar los sistemas de defensa de misiles. La variante de ojiva única del UR-100K se desplegó a partir de 1974 y ya alcanzó en 1975 su número máximo de 200 cohetes. La variante de ojivas múltiples siguió en 1975 y alcanzó en 1976 su número máximo de estacionamiento de 220 misiles.

### Los acuerdos SALT I y la retirada de misiles UR-100
El acuerdo SALT I, firmado en 1972 entre los Estados Unidos y la Unión Soviética, establece un límite superior para el número de misiles balísticos intercontinentales lanzados desde silos que pueden ser desplegadas por cada país. Por otra parte, a partir de 1976, el nuevo misil SS-20 sustituye a los UR-100 (así como a los R-12 y R-14 ) para ataques contra objetivos en Asia continental y Europa. Como resultado, los silos soviéticos ahora son de manera prioritaria asignado a los misiles intercontinentales que se dirigen a los Estados Unidos.
La eliminación gradual los UR-100 comenzó  por la sustitución gradual del misil por el UR-100K / U, UR-100N y MR-UR-100 en 1972. En 1980, solo 100 misiles sobrevivieron sin una ojiva nuclear antes de la retirada total en 1984. El UR-100U fue retirado entre 1979 y 1983. Los misiles UR 100K siguieron siendo los más cantidad estacionados, su lenta retirada tuvo lugar entre 1985 y 1994.

### Accidentes
- El 5 de agosto de 1967 durante trabajos de mantenimiento en los silos un cohete en la 36.ª división de misiles ( Krasnoyarsk-66 ) se produjo el encendido del motor y la consiguiente explosión. Como resultado del desastre, 13 personas murieron.[7]
- En julio de 1967, durante el mantenimiento de rutina del silo en el misil de la 52.ª división de misiles (Perm-76), se produjo el encendido del motor de dirección UR-100 y la consiguiente explosión. Afortunadamente, no hubo víctimas, todos lograron escapar antes de la explosión

## Datos técnicos UR-100 y variantes
| sistema                | UR-100                        | UR-100K                                                 | UR-100U                           |
| nombre de contrato     | RS-10                         | RS-10                                                   | RS-10                             |
| Índice GRAU            | 8K84                          | 15A20                                                   | 15A20U                            |
| Código DIA             | SS-11 mod 1                   | SS-11 mod 2                                             | SS-11 mod 3                       |
| Código NATO            | Sego                          | Sego                                                    | Sego                              |
| Periodo de operación   | 1966–1984                     | 1973–1990                                               | 1975–1983                         |
| configuración          | 2 etapas propergoles líquidos | 2 etapas propergoles líquidos                           | 2 etapas propergoles líquidos     |
| Combustible / oxidante | UDMH/NTO                      | UDMH/NTO                                                | UDMH/NTO                          |
| longitud               | 16,70 m                       | 18,90 m                                                 | 19,10 m                           |
| diámetro               | 2.000 mm                      | 2.000 mm                                                | 2.000 mm                          |
| peso                   | 42.300 kg                     | 50.100 kg                                               | 50.100 kg                         |
| carga útil             | 760-1.500 kg                  | 1.200 kg                                                | 1.200 kg                          |
| ojiva                  | 1 RV nuclear 1.1 mt           | 1 RV nuclear 1.0 MT / 3 MRV nuclear 220 kT más señuelos | 3 MRV nuclear 220 kT más señuelos |
| alcance efectivo       | 11.000 km                     | 12.000 km                                               | 10.600 km                         |
| (CEP)                  | 1,4 km                        | 0,96 km / 1,1–1,2 km                                    | 1,1–1,2 km                        |

- UR-100 (8K84) el desarrollo original.
- UR-100K (8K84M) versión mejorada con contramedidas frente a los antimisiles.
- UR-100N (15A30) versión de mayor tamaño y capacidad de carga.
- UR-100NUTTH  (15A35) un UR-100N mejorado; el sufijo acrónimo "UTTH" o "UTTKh" se usa frecuentemente en los nombres de los misiles, y significa "características técnicas y tácticas mejoradas"; ruso: УТТХ = улучшенные тактико-технические характеристики)
- Se probó un variación del misil similar al Mod-3 pero con seis cabezas orientables en lugar de tres pero nunca puesto en servicio operativo el SS-11 Sego Mod-4 .
- El UR-100MR (15A15) un misil distinto que reemplazaba al UR-100.